# Turell

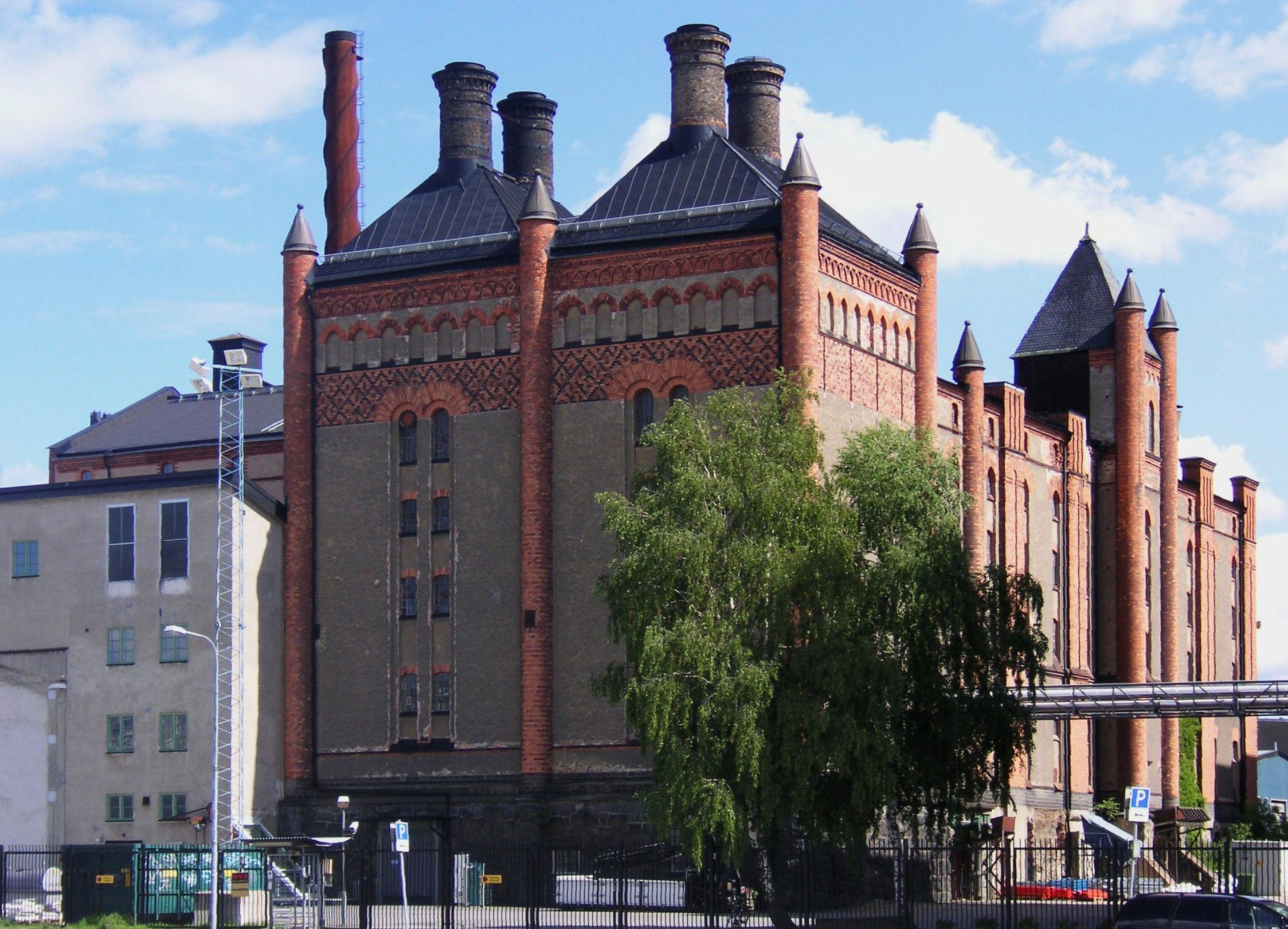
Tureller på Stora Bryggeriet i Stockholm

Turell (av fr. tourelle, ’litet torn’, diminutivform av tour, ’torn’) är ett arkitektoniskt uttrycksmedel. De förekommer till exempel i form av dekorativa påbyggnader på ett större torn eller på fasader. De anordnas ofta som burspråksliknande utbyggnader även kallade karnap.

## Orgelbyggnader
Plana piporgelfasader förses också ofta med tureller. Förutom en estetisk har de också en praktisk funktion i och med att de ger plats för fler orgelpipor i fasaden. Stora skrymmande baspipor placeras med fördel i tureller. Särskilt under barocktiden var tureller mycket vanliga i de rikt utarbetade orgelfasaderna.